# منزل وولستورب مانور
منزل وولستورب مانور (بالإنجليزية: Woolsthorpe Manor)‏ هو منزل يقع في وولزثروب-باي-کالسترورث [الإنجليزية] في مدينة جرانتهام [الإنجليزية] في مقاطعة لنكولنشاير في إنجلترا والمنزل هو مسقط رأس العالم الفيزياء والرياضيات المشهور السير إسحاق نيوتن الذي ولد في المنزل في 25 ديسمبر من عام 1642 حسب التقويم القديم، وكانت الأسرة مزارعة ولديهم مزرعة في المنزل وكانت تربي الأغنام بشكل أساسي.
عاد إسحاق نيوتن إلى منزل وولستورب مانور في عام 1666 بعد أغلاق جامعة كامبريدج بسبب إنتشار الطاعون في ذلك الزمان، وفيه أجرى نيوتن العديد من تجاربه وأكتشافاته المشهورة وأبرزها عمله في الضوء والبصريات. ويقال أيضًا أن نيوتن أكتشف قانون الجاذبية الكونية في منزل وولستورب مانور بعد سقوط التفاحة على رأسه في نفس المنزل.
المنزل مبنى محمي من الدرجة الأولى.